# زيكي زاولوك
زيكي زاولوك (بالإنجليزية: Zeke Zawoluk)‏ مواليد 13 أكتوبر 1930 في بروكلين - الوفاة 09 يناير 2007، كان لاعب كرة سلة أمريكي. بدأ مسيرته الاحترافية في سنة 1952. بلغ طوله 6 قدم 7 بوصة (2.0 م). اعتزل اللعب في 1955. لعب مع غولدن ستايت ووريورز في الدوري الأمريكي لكرة السلة للمحترفين.

## روابط خارجية
- زيكي زاولوك على موقع إن بي أي (الإنجليزية)
- زيكي زاولوك على موقع سبورتس رفرنس (الإنجليزية)
- زيكي زاولوك على موقع كلية كرة السلة في سبورتس رفرنس.كوم (الإنجليزية)
- زيكي زاولوك على موقع ريلجم (الإنجليزية)
- زيكي زاولوك على موقع بروبوليرز (الإنجليزية)